# Henri de Noussanne
Henri de Noussanne (* 1865 in Limoges, Département Haute-Vienne; † um 1936) war ein französischer Journalist und Schriftsteller. 

## Leben
Noussanne stammte aus einer alteingesessenen Familie des Limousin und absolvierte seine Schulzeit in Brive-la-Gaillarde (Département Corrèze). Im Anschluss daran begann er als Journalist für den Conciliateur in Brive-la-Gaillarde und den Corrèzien in Tulle zu schreiben. 
Später ging er nach Paris und bekam eine Anstellung beim Verlag Hachette. Dort wurde er schon bald als Herausgeber der Memoiren von Colonel Charles-Émile Corbin bekannt. Daneben schrieb er zwischen 1890 und 1910 für das Journal L’Illustration. 
Mit Wirkung zum 17. November 1909 fungierte Noussanne – zusammen mit Pierre de Maroussein – als verantwortlicher Herausgeber der Zeitschrift Gil Blas.

## Werk (Auswahl)
Lyrik
- Sursum Cordae. Académie française, Paris 1885.

Theaterstücke
- Bertrande. Comédie en un acte. Paris 1894.
- Sous-préfète. Paris 1895.
- Les trois rivières. Fantaisie rimée. Paris 1899.

Sachbücher
- Histoire contemporaine par trois indépendants. Paris 192/26 (zusammen mit Robert Degouy und Émile de Saint-Auban).

1. La France de sacrifice. 1914–1916. 1922.
2. La France de la victoire. 1917–1919. 1924.
3. La Francedes réalités. 1920–1926. 1926.